# Peperomia quaifei
Peperomia quaifei är en pepparväxtart som beskrevs av C. Dc.. Peperomia quaifei ingår i släktet peperomior, och familjen pepparväxter. Inga underarter finns listade i Catalogue of Life.